# Storbritanniens Grand Prix 1994
Storbritanniens Grand Prix 1994 var det åttonde av 16 lopp ingående i formel 1-VM 1994.

## Resultat
1. Damon Hill, Williams-Renault, 10 poäng
2. Jean Alesi, Ferrari, 6
3. Mika Häkkinen, McLaren-Peugeot, 4
4. Rubens Barrichello, Jordan-Hart, 3
5. David Coulthard, Williams-Renault, 2
6. Ukyo Katayama, Tyrrell-Yamaha, 1
7. Heinz-Harald Frentzen, Sauber-Mercedes
8. Jos Verstappen, Benetton-Ford
9. Christian Fittipaldi, Footwork-Ford
10. Pierluigi Martini, Minardi-Ford
11. Johnny Herbert, Lotus-Mugen Honda
12. Olivier Panis, Ligier-Renault
13. Eric Bernard, Ligier-Renault
14. Olivier Beretta, Larrousse-Ford
15. David Brabham, Simtek-Ford
16. Jean-Marc Gounon, Simtek-Ford

### Förare som bröt loppet
- Michele Alboreto, Minardi-Ford (varv 48, motor)
- Gerhard Berger, Ferrari (32, motor)
- Mark Blundell, Tyrrell-Yamaha (20, växellåda)
- Érik Comas, Larrousse-Ford (12, motor)
- Andrea de Cesaris, Sauber-Mercedes (11, motor)
- Gianni Morbidelli, Footwork-Ford (5, motor)
- Alessandro Zanardi, Lotus-Mugen Honda (4, motor)
- Martin Brundle, McLaren-Peugeot (0, motor)
- Eddie Irvine, Jordan-Hart (0, motor)

### Förare som diskvalificerades
- Michael Schumacher, Benetton-Ford (Diskvalificerades från andraplatsen för omkörning under formationsvarvet)

### Förare som ej kvalificerade sig
- Bertrand Gachot, Pacific-Ilmor
- Paul Belmondo, Pacific-Ilmor

## VM-ställning
| Förarmästerskapet 1. Michael Schumacher, Benetton-Ford, 66 2. Damon Hill, Williams-Renault, 39 3. Jean Alesi, Ferrari, 19 | Konstruktörsmästerskapet 1. Benetton-Ford, 67 2. Williams-Renault, 43 3. Ferrari, 42 |